# Communauté de communes du Mirabée
La communauté de communes du Mirabée est une ancienne communauté de communes française, qui était située dans le département de Meurthe-et-Moselle.
Le 1er janvier 2013, elle fusionne avec la Communauté de communes du Saintois et la Communauté de communes la Pipistrelle pour former la Communauté de communes du Pays du Saintois.

## Composition
Cette communauté de communes était composée des 9 communes suivantes :
1. Diarville (siège)
2. Bouzanville
3. Bralleville
4. Forcelles-sous-Gugney
5. Fraisnes-en-Saintois
6. Gugney
7. Housséville
8. Jevoncourt
9. Saint-Firmin